# 三ヨウ化ヒ素
三ヨウ化ヒ素（さんヨウかヒそ、Arsenic triiodide）は、化学式が AsI3 の化合物である。塩化ヒ素(III)とヨウ化物塩との反応で得られる。
{\displaystyle {\ce {AsCl3(aq)\ + 3KI(aq) -> AsI3(aq)\ + 3KCl(aq)}}}